# 近松門左衛門

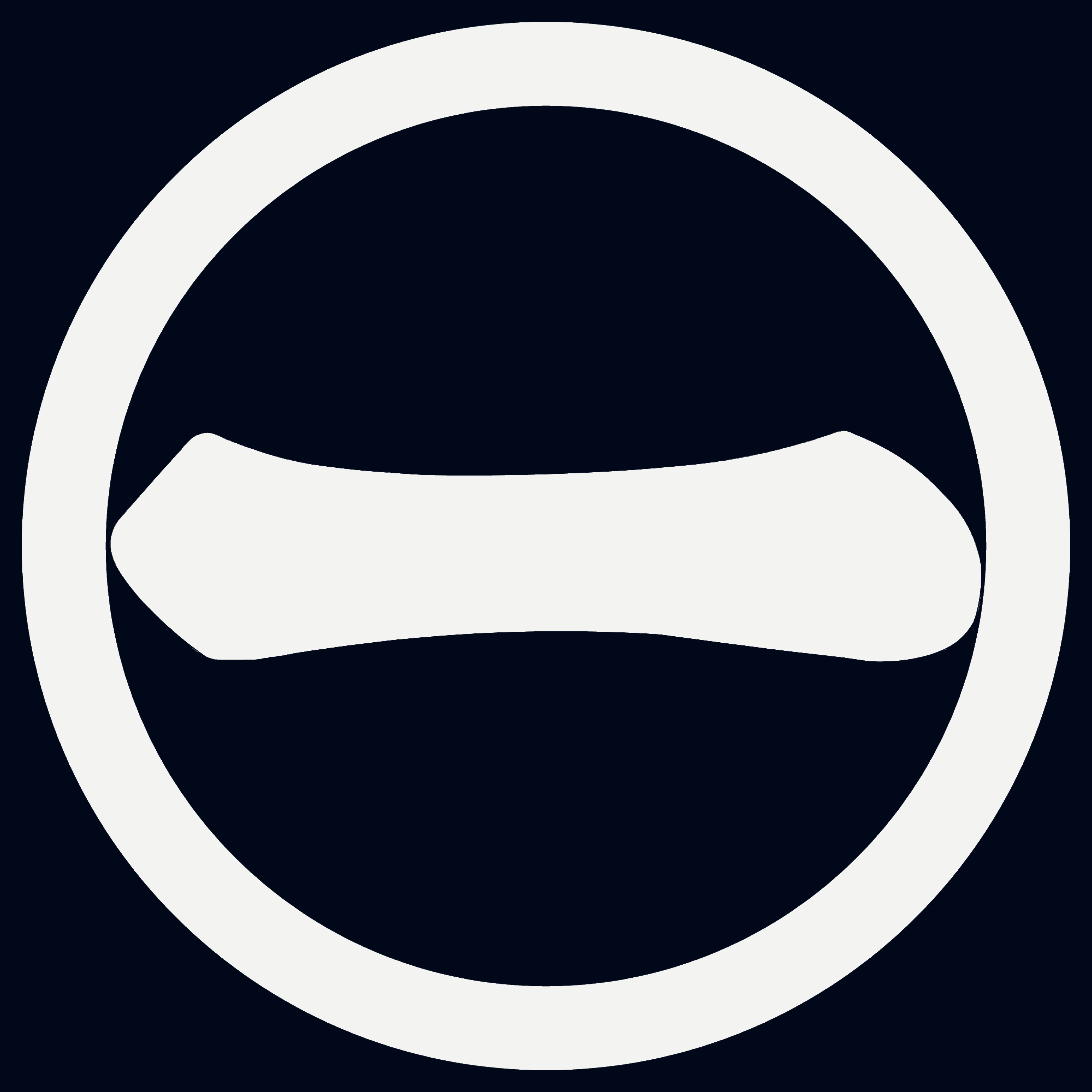
丸 に 一文字（まる に いちもんじ）

近松 門左衛門（ちかまつ もんざえもん、承応2年〈1653年〉 - 享保9年11月22日〈1725年1月6日〉）とは、江戸時代前期から中期にかけての人形浄瑠璃および歌舞伎の作者。本名は杉森 信盛（すぎもり のぶもり）。平安堂、巣林子（そうりんし）、不移山人（ふいさんじん）と号す。家紋は「丸に一文字」。

## 来歴

### 誕生
越前国（現在の福井県）の武士杉森信義の次男として生まれた。母は医師の家系で松平忠昌の侍医であった岡本為竹法眼の娘喜里。幼名は次郎吉、元服後の諱は信盛と称した。兄弟に母を同じくする兄の智義、弟の伊恒がいる。出生地については肥前国唐津、山城国、長門国萩など諸説あったが、現在は越前とするのが確実とされている。
近松の父である杉森信義は福井藩第三代藩主松平忠昌に仕え、忠昌の没後はその子松平昌親に分知された吉江藩（現在の鯖江市）で藩主昌親に仕えた。近松の生誕年は承応2年（1653年）であるが、昌親の吉江への入部は明暦元年（1655年）であり、昌親と家臣団は吉江以前は福井に居住していたと考えられ、昌親に仕えた信義の子である近松も、福井市生まれとされている。しかし当時の福井藩に関する資料の調査では、昌親は正保3年（1646年）から江戸に在住し、その家臣団は藩主昌親の吉江入部以前、既に吉江に移って藩政に関わる執務を行っていたことが明らかとなっており、よって信義も他の家臣たちとともにこの時期から吉江に在住し、近松は吉江すなわち鯖江市で生まれたとする見方もある。

### 青年期
寛文4年（1664年）以後、信義は吉江藩を辞し浪人となって越前を去り、京都に移り住んだ。信義が藩を辞した理由については明らかではなく、近松の消息も詳らかではないが、山岡元隣著の『宝蔵』（寛文11年〈1671年〉刊行）には、両親等とともに近松の句「白雲や花なき山の恥かくし」が収められている。近松が晩年に書いた辞世文には「代々甲冑の家に生れながら武林を離れ、三槐九卿に仕へ咫尺し奉りて」とあり、青年期に京都において位のある公家に仕え暮らしたと見られる。その間に修めた知識や教養が、のちに浄瑠璃を書くにあたって生かされたという。

### 浄瑠璃・歌舞伎の作者となる
その公家に仕える暮らしから離れ、近松は当時京都で評判の浄瑠璃語り宇治嘉太夫（のちの宇治加賀掾）のもとで浄瑠璃を書くようになった。それがいかなるきっかけによるものか明らかではないが、『翁草』（神沢杜口著）によれば、近松は公家の正親町公通に仕えていた時、公通の使いで加賀掾のもとに行ったのが縁で、浄瑠璃を書くようになったという。加賀掾は延宝3年（1675年）に京都四条で人形芝居の一座を立ち上げ、そこで浄瑠璃を語っていた。近松が加賀掾のために浄瑠璃を書くようになったのが、いつのころからなのか定かではない。この当時の慣習として、浄瑠璃や歌舞伎の作者の名をまだ世に出すことがなかったからである。なおこの時期、兄の智義と弟の伊恒は大和国宇陀松山藩に召し抱えられた。伊恒は藩医平井家の養子となり、のちに岡本一抱（為竹）と改名している。
天和3年（1683年）、曾我兄弟の仇討ちの後日談を描いた『世継曾我』（よつぎそが）が加賀掾の一座で上演されたが、翌年に加賀掾の弟子だった竹本義太夫が座本（興行責任者）となって大坂道頓堀で竹本座を起こし、この『世継曽我』を語り評判を取った。『世継曽我』に作者名はないが、義太夫が語った浄瑠璃のさわりを集めた『鸚鵡ヶ杣』序文の記述から、近松の作であることは間違いないとされている。以後義太夫は近松の書いた浄瑠璃を竹本座で語るようになり、貞享2年（1685年）に竹本座で出された近松作の『出世景清』は近世浄瑠璃の始まりといわれる。
貞享3年（1686年）には竹本座上演の『佐々木大鑑』で、初めて作者として「近松門左衛門」の名を出した。元禄5年（1692年）、40歳で大坂の商家松屋の娘と結婚し（ただしこれは再婚ではなかったかといわれる）、その間に一女一男をもうけた。このうち男子は多門と称し絵師になっている。元禄6年（1693年）以降、近松は歌舞伎の狂言作者となって京の都万太夫座に出勤し、坂田藤十郎が出る芝居の台本を書いた。10年ほどして浄瑠璃に戻ったが、歌舞伎作者として学んだ歌舞伎の趣向が浄瑠璃の作に生かされることになる。
元禄16年（1703年）、『曽根崎心中』を上演。宝永2年（1705年）に義太夫こと竹本筑後掾は座本の地位を初代竹田出雲に譲り、出雲は顔見世興行に『用明天王職人鑑』を出す。このとき近松は竹本座の座付作者となり、住居も大坂に移して浄瑠璃の執筆に専念した。正徳4年（1714年）に筑後掾は没するが、その後も近松は竹本座で浄瑠璃を書き続けた。正徳5年の『国性爺合戦』は初日から17ヶ月の続演となる大当りをとる。

### 晩年
享保元年（1716年）、母の喜里死去。同年、摂津国川辺郡久々知村の広済寺再興に講中として加わった。晩年は病がちとなり、初代出雲と松田和吉（後の文耕堂）の書いた浄瑠璃を添削している。享保9年、『関八州繋馬』を絶筆として11月に死去。享年72、戒名は阿耨穆矣一具足居士。辞世の歌は「それぞ辞世　さるほどにさても　そののちに　残る桜が　花し匂はば」と、「残れとは　思ふも愚か　埋み火の　消ぬ間あだなる　朽木書きして」。
墓所は大阪府大阪市中央区谷町八丁目の法妙寺跡。谷町筋の拡張工事の際に法妙寺は霊園ごと大阪府大東市寺川に移転したが、近松の墓だけが旧地に留まった。なお、移転先にも供養墓としてレプリカが建てられている。ほかにも広済寺に墓が、東京法性寺に供養碑がある。忌日の11月22日は近松忌、巣林子忌、または巣林忌と呼ばれ、冬の季語となっている。
|  |  |

## 「近松」の名前の由来
近松門左衛門の「近松」という名の由来については、明らかではない。これを「近松寺」という寺に関わりがあったことによるとする話があり、『音曲道智編』には、
「…始めは堂上方に仕官して、其後近江のちか松寺に遊ぶゆへ、此苗字を呼けり」
とあり、近江国大津の近松寺を由来とするが、『嬉遊笑覧』には、
「…越前人、少き時肥前唐津近松寺に遊学し、後京師に住す」
と肥前国唐津の近松寺の事とする。さらに『戯財録』には、
「肥前唐津近松禅寺小僧古澗、碩学に依て住僧と成、義門と改む…肉縁の弟、岡本一抱子と云大儒の医師京都にあれば、是に寄宿して堂上方へも還俗して勤仕の間…」
とあって、近松はもと僧侶であったのが後に還俗し公家に仕えたと記す。他には「近松」とは母方の姓だという話もある（近松春屋軒『近松門左衛門伝』）。しかし「これらの説は近松没後、五十年ないし百年後のものであり、むしろ近松という名が共通するところから後に加えられた伝説であろう」といわれている。

## 作品
現在、近松の作とされている浄瑠璃は時代物が約90作、世話物が24作である。歌舞伎の作では約40作が認められている。世話物とは町人社会の義理や人情をテーマとした作品であるが、当時人気があったのは時代物であり、『曽根崎心中』などは昭和になるまで再演されなかった。同時期に紀海音も近松と同じ題材に基づいた心中浄瑠璃を書いており、当時これに触発されて心中が流行したのは事実であるが、世話物中心に近松の浄瑠璃を捉えるのは近代以後の風潮に過ぎない。ちなみに享保8年（1723年）、江戸幕府は心中物の上演を一切禁止している。
「虚実皮膜論」という芸術論を持ち、芸の面白さは虚と実との皮膜にあると唱えたといわれるが、これは穂積以貫著の『難波土産』に近松の論として紹介されているもので、近松自身が系統だてた芸能論を書き残したわけではないともされる。ほかには箕面市の瀧安寺に近松が同寺に寄進した大般若経、尼崎の広済寺に自筆とされる養生訓などが伝わっている。
全集に『近松全集』（全16巻、岩波書店）などがあり、勉誠社でも刊行されている。

### 浄瑠璃
- 『出世景清』 - 貞享2年（1685年）
- 『曽根崎心中』 - 元禄16年（1703年）
- 『兼好法師物見車』 - 宝永3年（1706年）
- 『堀川波鼓』 - 宝永4年（1707年）
- 『傾城反魂香』 - 宝永5年（1708年）
- 『碁盤太平記』 - 宝永7年（1710年）
- 『冥途の飛脚』 - 正徳元年（1711年）7月以前
- 『嫗山姥』 - 正徳2年（1712年）
- 『大経師昔暦』 - 正徳5年（1715年）
- 『国性爺合戦』 - 正徳5年（1715年）
- 『平家女護島』 - 享保4年（1719年）
- 『心中天網島』 - 享保5年（1720年）
- 『女殺油地獄』 - 享保6年（1721年）
- 『心中宵庚申』 - 享保7年（1722年）

### 歌舞伎
- 『仏母摩耶山開帳』 - 元禄6年（1693年）
- 『けいせい仏の原』 - 元禄12年（1699年）
- 『けいせい壬生大念仏』 - 元禄15年（1702年）

## 近松門左衛門が登場する作品
小説
- 岡本貴也『竹本義太夫伝　ハル、色』（2022年、幻冬舎）

テレビドラマ
- 『峠の群像』（1982年、NHK大河ドラマ、出演：中村梅之助）
- 『八代将軍吉宗』（1995年、NHK大河ドラマ、出演：江守徹） - 同作品の語り（狂言回し）も兼ねている。
- 『ちかえもん』（2016年、NHK、出演：松尾スズキ）
- 『水戸黄門』（TBSテレビ）
  - 第42部 第8話「死ぬ気で生きろ！」丸岡（2010年11月29日、出演：松尾貴史）